# Illa de Lobos (Uruguai)

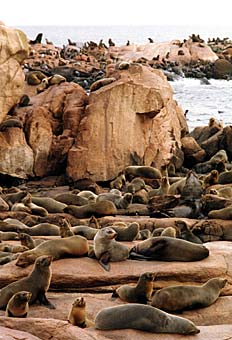
Elefants marins de dos pèls

La Isla de Lobos és una illa de l'Uruguai situada a dotze quilòmetres al sud-est de Punta del Este, al departament de Maldonado. Rep aquest nom en referència als 200.000 elefants marins que habiten a l'illa. És una de les reserves d'aquests animals marins més grans i importants d'Amèrica del Sud. És, també, el punt més austral de l'Uruguai.

## Història
L'illa va ser descoberta el 1516 pel navegant espanyol Juan Díaz de Solís, qui li va donar el nom de San Sebastián de Cádiz. Més endavant, el 1527, va ser visitada pel venecià Sebastià Cabot durant la seva expedició per l'estuari del Riu de la Plata i el Paranà. El 1528, Diego García de Moguer va batejar l'illa amb el nom d'Isla de los Pargos.
El 1906 el govern uruguaià va erigir un far a l'illa per guiar la navegació dels vaixells i embarcacions que entren i surten del Riu de la Plata. Amb els seus 59 msnm, és el tercer far més alt del món i el més alt d'Amèrica. Emet un centelleig cada 5 segons que es veu a una distància de 40 km. Des del seu balcó exterior, al qual s'accedeix prèvia autorització a través de 240 graons, s'observa una vista panoràmica de l'illa i de la costa de Punta del Este.
El juliol de 2001 va esdevenir el primer far automatitzat de l'Uruguai, comptant amb energia solar i alta tecnologia. Té una sirena que funciona amb aire comprimit com a alternativa per als dies de boira tancada.

## Fauna
L'Isla de Lobos és una reserva natural pel fet que s'hi troba la major colònia d'elefants marins de l'hemisferi occidental. Conviuen a l'illa dues espècies: el llop fi o de dos pèls (Arctocephalus australis) i el lleó marí, llop d'un pèl o llop de perruca (Otaria flavescens). El 2005 es van comptabilitzar 1.500 lleons i 250.000 llops marins.

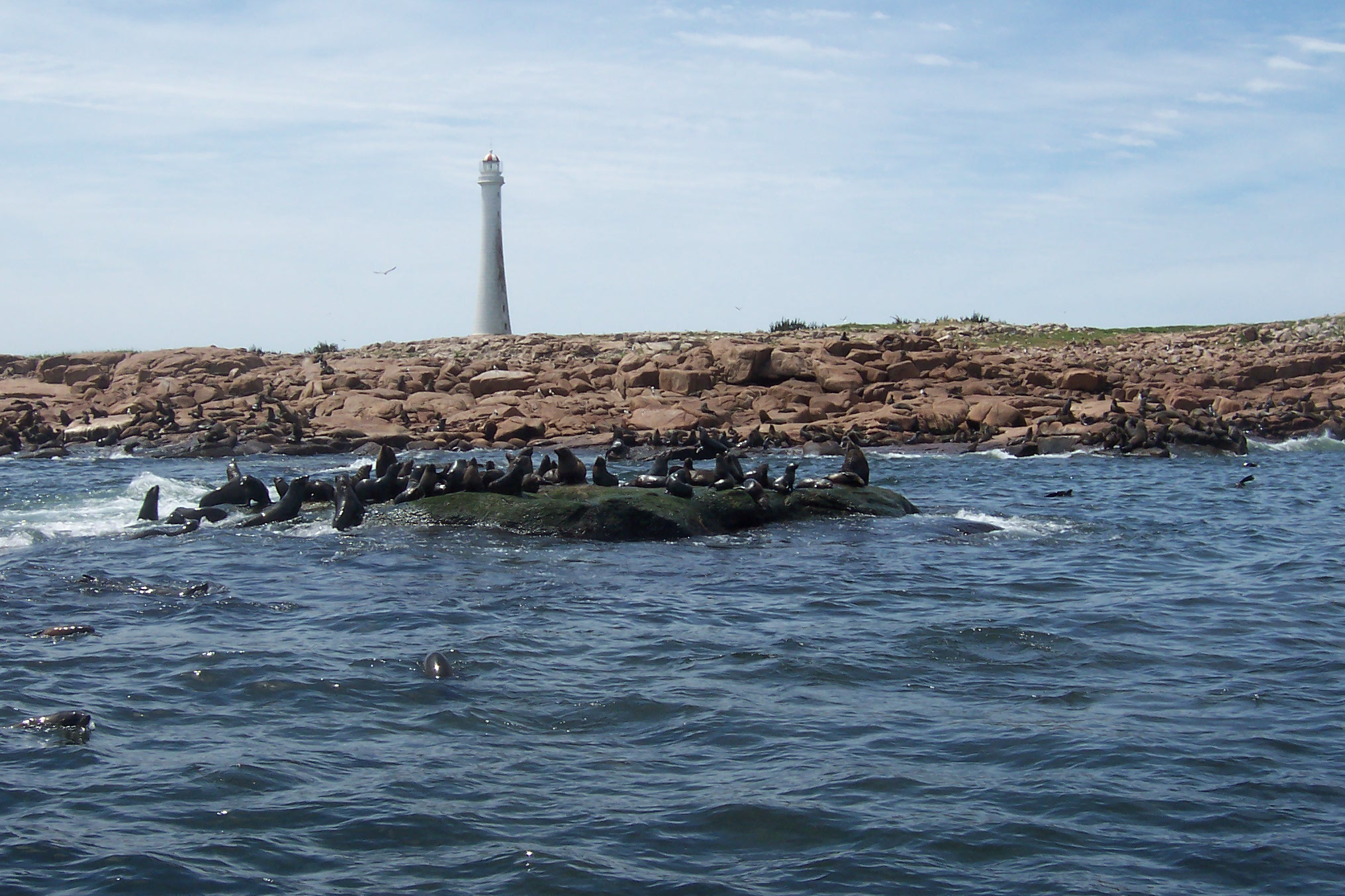
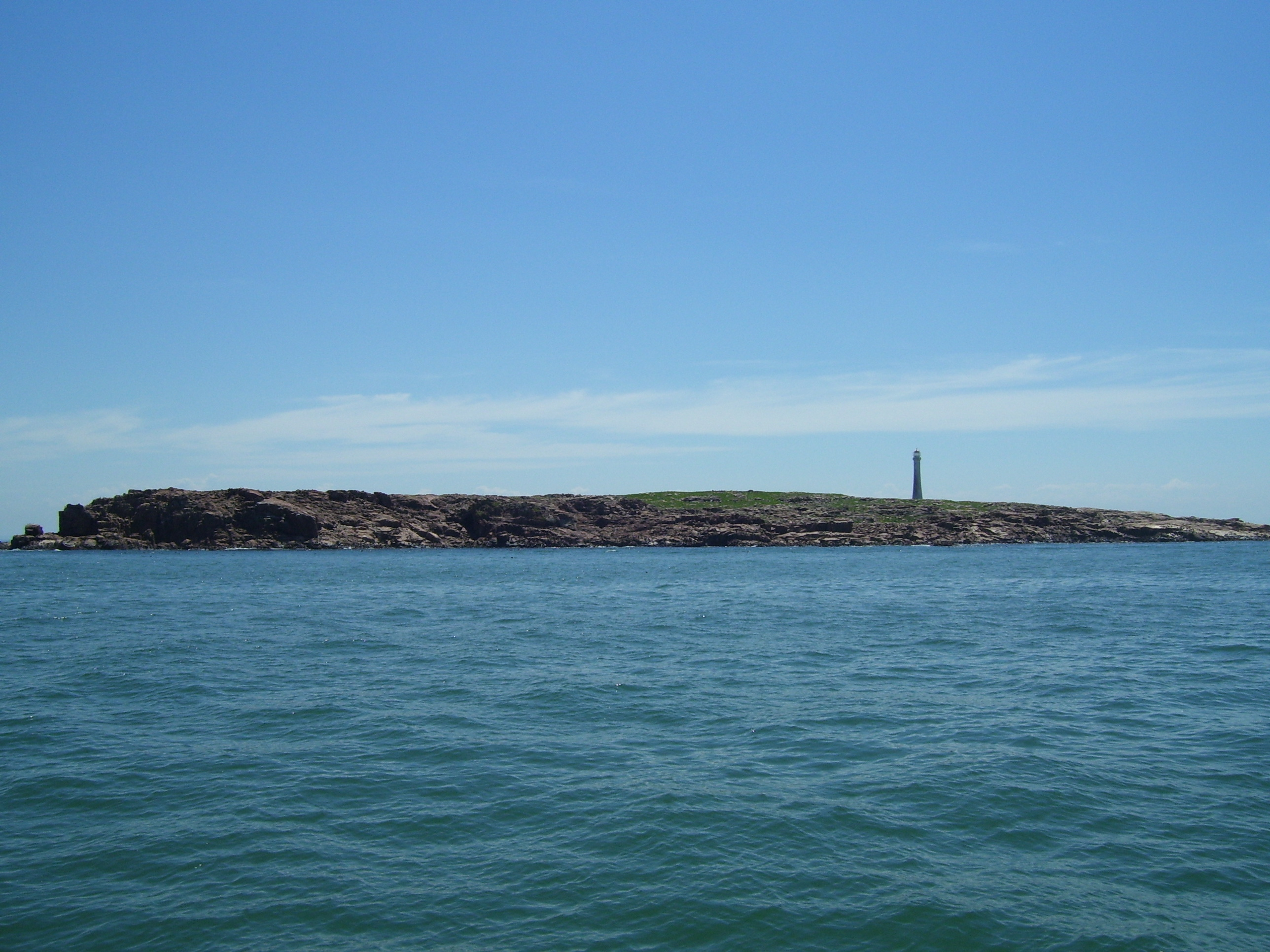
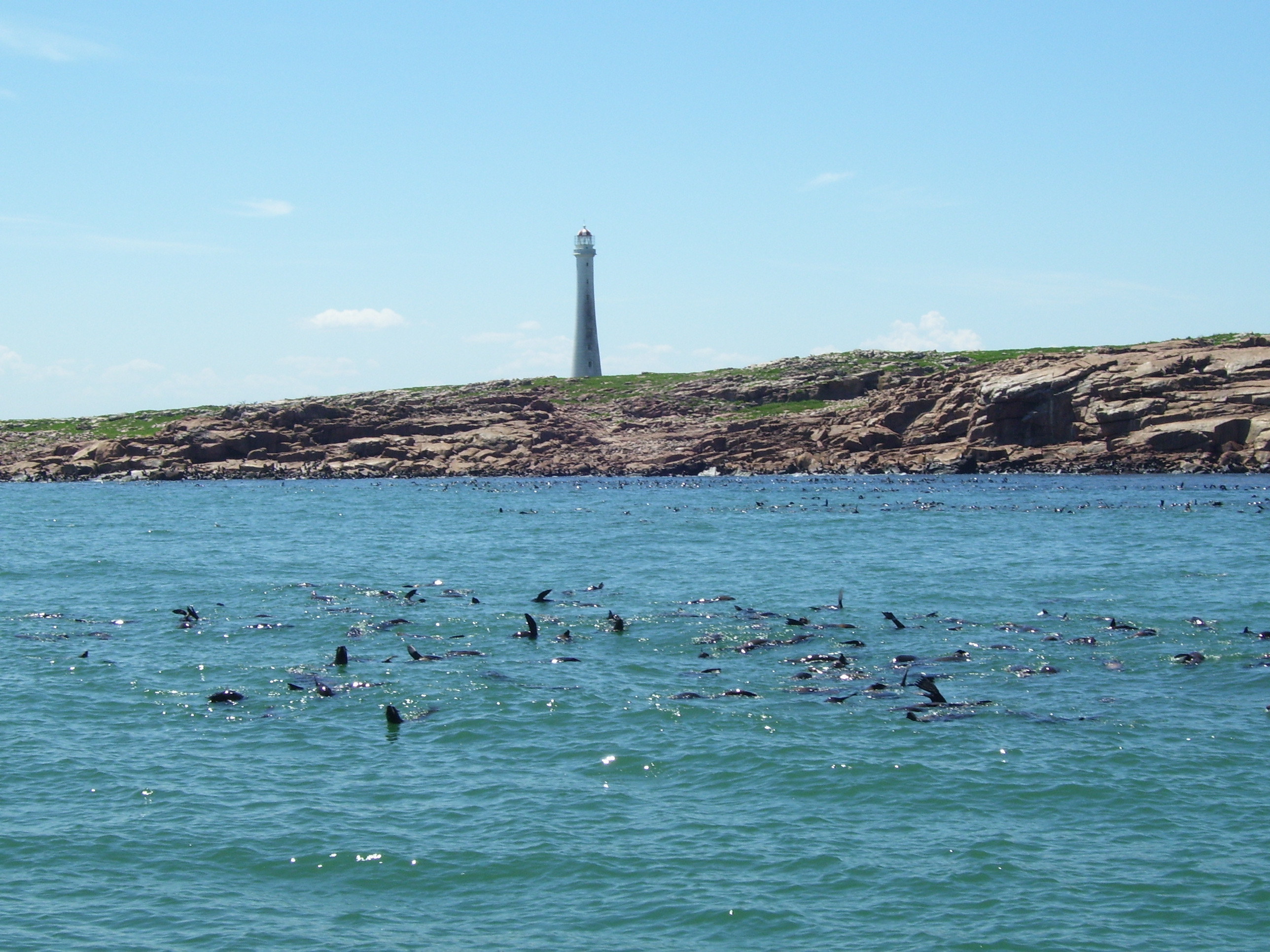